# Pueblo bakwe
El pueblo bakwe forma parte de la etnia kru. Dividen su economía entre la agricultura y la pesca. Su idioma es el bakwe que cuenta con próximo a 20.000 hablantes. Su zona de concentración es el valle medio bajo del río Sassandra, en Costa de Marfil.

## Idioma

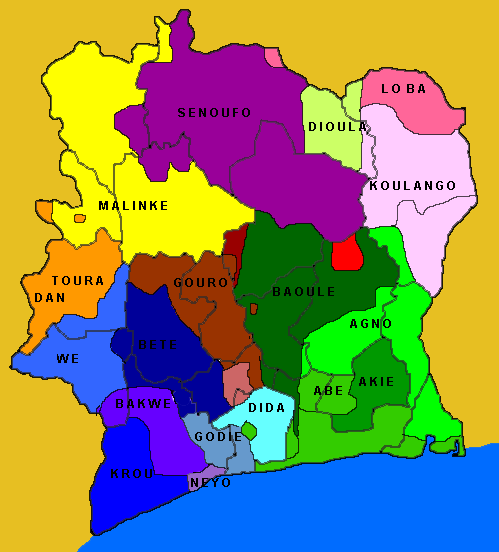
Principales etnias de Costa de Marfil. En violeta y a la izquierda del mapa se sitúa el pueblo bakwe

El idioma bakwe pertenece a la familia de lenguas kru. Se estima que hay 20.000 hablantes de este idioma, también conocido como dafa, defa, deple, nigagba, nyinagbi. Tiene escritura.

## Territorio

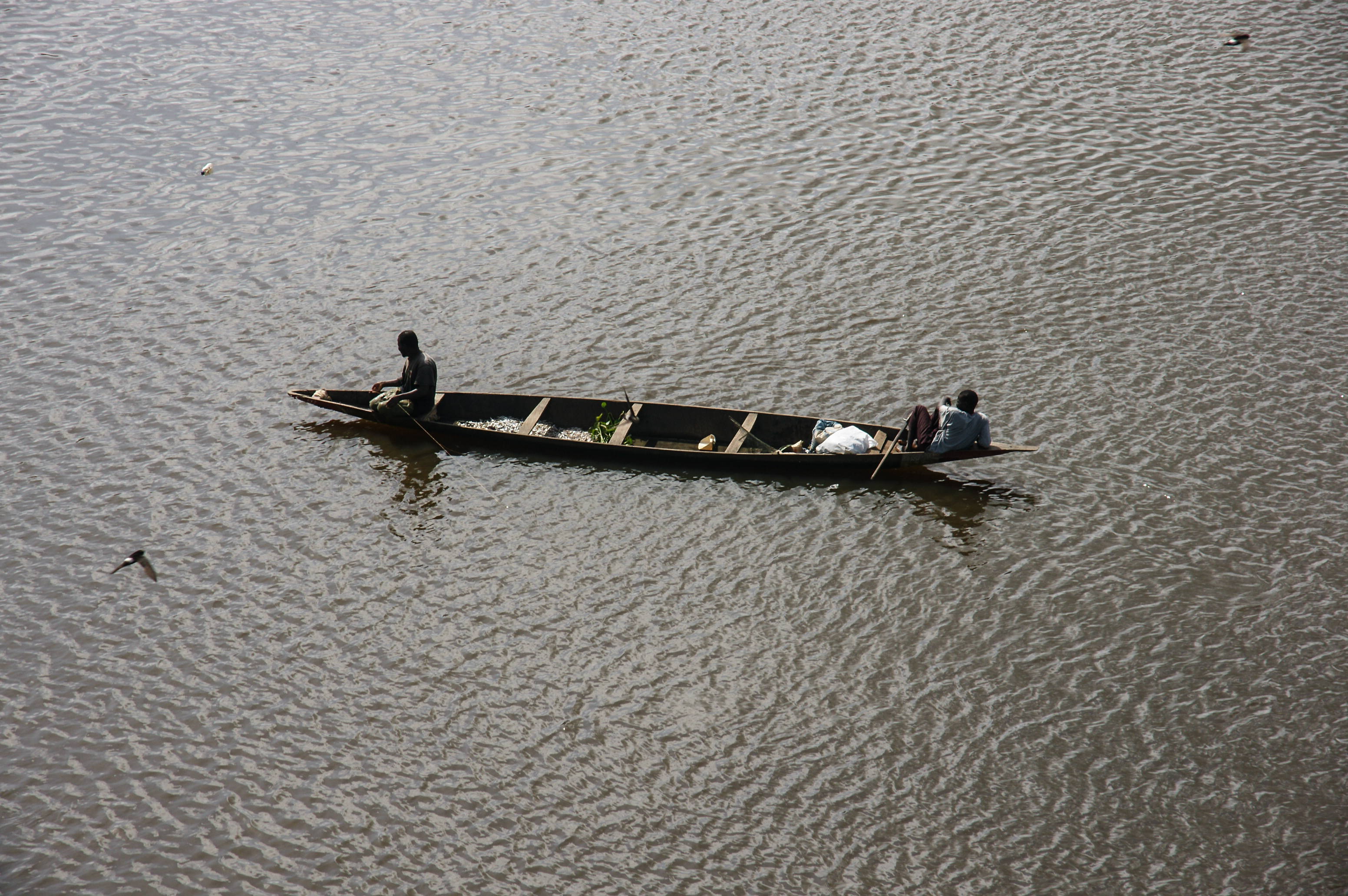
Pesca en piraguas en el Río Sassandra

El pueblo Bakwé vive en el suroeste de Costa de Marfil. Su territorio se extiende desde el río Gô (una corriente fluvial estacional),en el oeste, hasta el río Sassandra en el este; desde la margen derecha del río Sassandra en Soubré hasta el río San Pedro en el sur.
Al este son vecinos de los pueblos neyo, kodia y beté. Siguiendo el trazo del río Sassandra de sur a norte lindan con pueblos neyo y wane; los krumen al oeste y los beté nuevamente al norte. El área se caracteriza por una exuberante selva tropical. De noviembre a mediados de marzo se extiende la estación seca. La temporada de lluvias va de abril a junio, y una pequeña estación seca en julio y agosto, seguida de una pequeña temporada de lluvias en septiembre y octubre.
La mayor concentración de miembros del pueblo bakwe se encuentra en el distrito de Bas-Sassandra, Sassandra, Soubré y la prefectura de San Pedro, en Costa de Marfil. Se estima que la población se distribuye entre unas 34 aldeas y numerosos campamentos o campos de trabajo.

### Historia

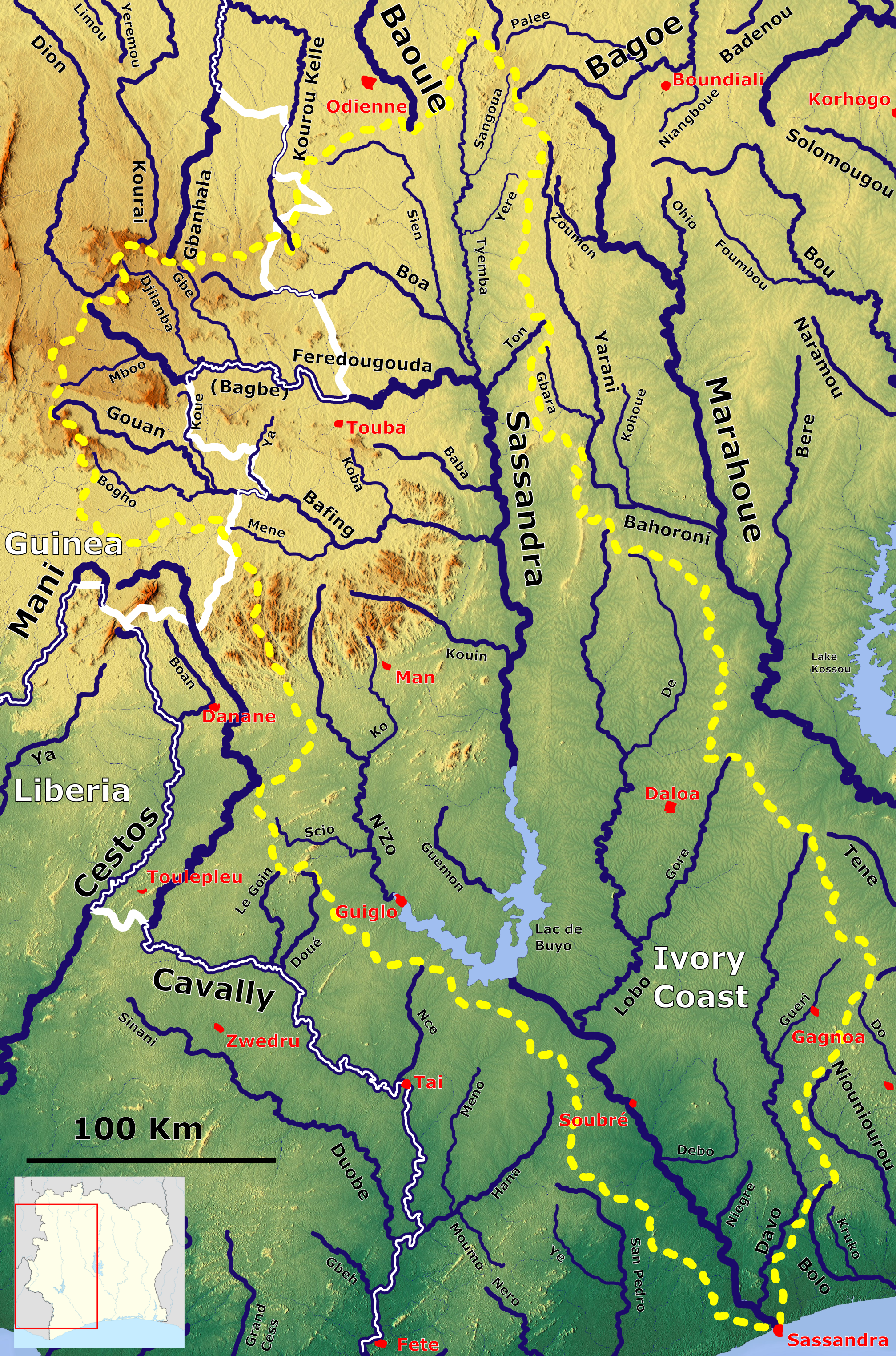
Cuenca y territorios sobre el río Sassandra

Entre los siglos XVI y XVIII el comercio con occidente, principalmente franceses, portugueses e ingleses se realizaba a través de intermediaros de pueblos costeros como los neyo y los krumen, todos de la etnia kru. Los europeos traían pistolas (mejillones largos sudaneses), pólvora, hierro, dinero (el "vatè", una espátula plana de 22 cm de largo de hierro), "pagnes", brazaletes de cobre llamados "manilles", cauri, alcohol, sal marina y vacas. A cambio de ello los bakwe entregaban marfil, caucho, aceite de palma y esclavos (cautivos o criminales de guerra).
A mediados del siglo XIX el crecimiento del reino Asante amenazó a los más pequeños asentados en territorios de la actual Costa de Marfil. El reino Aigini y el Atokpora pidieron protección a Francia en 1843. A cambio de la misma los franceses obtuvieron la exclusividad de los asentamientos comerciales costeros. Para finalmente unir estos territorios marfileños a los de Senegal, el Sudán francés (Malí), Guinea, Chad, Bukina Faso (ex Alto Volta) y Mauritania bajo la administración de la llamada África Occidental Francesa.
Las comunidades del pueblo bakwe eran controladas por los franceses desde Soubre. Se les requería mano de obra para la construcción de carreteras, así como para las nuevas plantaciones de propiedad francesa que se creaban tras grandes concesiones de tierra que se quitaban a las poblaciones locales.
La base económica tradicional, el "glügbö" y el bosque, se vieron amenazados por la idea introducida de propiedad privada de la tierra y un cambio en las actividades económicas. El sistema de trueque precolonial pronto cambió con la llegada de los colonos y se introdujo un sistema monetario. El precio de la dote para la novia aumentó con la mayor disponibilidad de dinero y finalmente cayó en desuso. Diez de las veintidós aldeas Bakwé fueron trasladadas por la fuerza militar a sus nuevas ubicaciones a lo largo de la nueva carretera de Sassandra a Soubré
Poco a poco, las actividades de caza y recolección comenzaron a disminuir a favor de la siembra de cultivos comerciales. En la década de 1920, el café y el cacao ya estaban introducidos y las potencias coloniales exigieron a las aldeas que les proporcionaran ciertas cantidades de artículos tales como: aceite de palma, caucho silvestre, café, cacao y arroz. Aunque se introdujeron estos cultivos comerciales y se incentivó su siembra, debido al sistema francés de "trabajo forzoso", pocos jóvenes tenían la libertad suficiente para dedicarle mucho tiempo a sus terrenos.
Desde la independencia en 1960, los bakwe sufrieron cambios aún más drásticos en su base económica. En primer lugar, varias oleadas sucesivas de inmigración aumentaron la población extranjera en su tierra natal y hubo tensiones con las ideas tradicionales de propiedad de la tierra de los bakwe. En segundo lugar, comenzó un proceso de emigración de sus jóvenes, partiendo hacia las ciudades por diversas razones.
Aunque la inmigración de extranjeros al área de Bakwé comenzó durante el período colonial, el ritmo aumentó drásticamente entre los años 1965 y 1975 (Léna 1979). Los baoulés fueron seguidos por otros pueblos del norte y los bakwe se convirtieron rápidamente en una minoría demográfica. Frente a esta rápida afluencia de personas, los bakwe desarrollaron diferentes estrategias para repartir la tierra, asumiendo al mismo tiempo que este reparto era sólo temporal y que conservaban los derechos sobre la tierra. En algunos casos se vendió la tierra.
Debido a que los bakwe se habían trasladado a las carreteras, se dejaron abiertas vastas áreas de tierras forestales y áreas tradicionalmente cultivadas alrededor de las antiguas aldeas. En muchos casos, esta última estrategia de reparto de tierras no funcionó y los extranjeros ocuparon con plantaciones las tierras bakwe, e incluso regalaron tierras a los miembros de su familia a espaldas del propietario bakwe. Aunque los bakwe desarrollaron campamentos o campos de trabajo para maximizar la vigilancia de sus tierras, los extranjeros aprovecharon su mayoría numérica y explotaron la errónea comprensión de la propiedad individual de la tierra de los bakwe para quedarse con las tierras.
Para hacer frente a la situación, los bakwe, de acuerdo con su concepción de la propiedad de la tierra (diferente a la de los inmigrantes y a la del gobierno), han desarrollado ciertas prácticas donde reclaman al extranjero (que entienden, está en deuda con ellos que le dieron la tierra) una serie de derechos: 1) pedir alimentos producidos en la tierra, 2) obsequios de condolencia durante los funerales, 3) pedir ayuda financiera durante la enfermedad, 4) pedir el uso de la tierra para la siembra anual de arroz.

## Sociedad

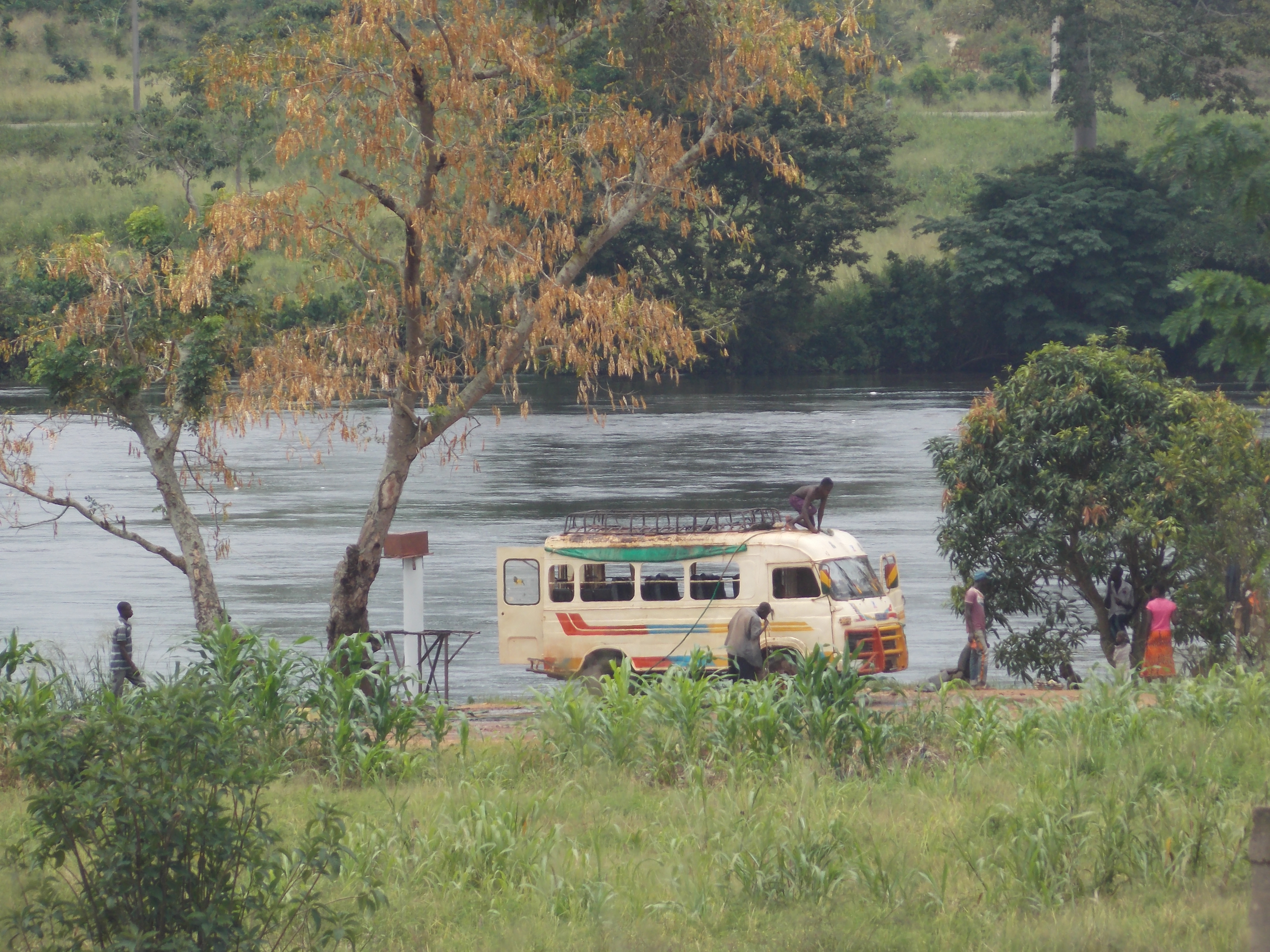
Transporte colectivo terrestre en la zona bakwe, sobre el río Sassandra

### Organización social

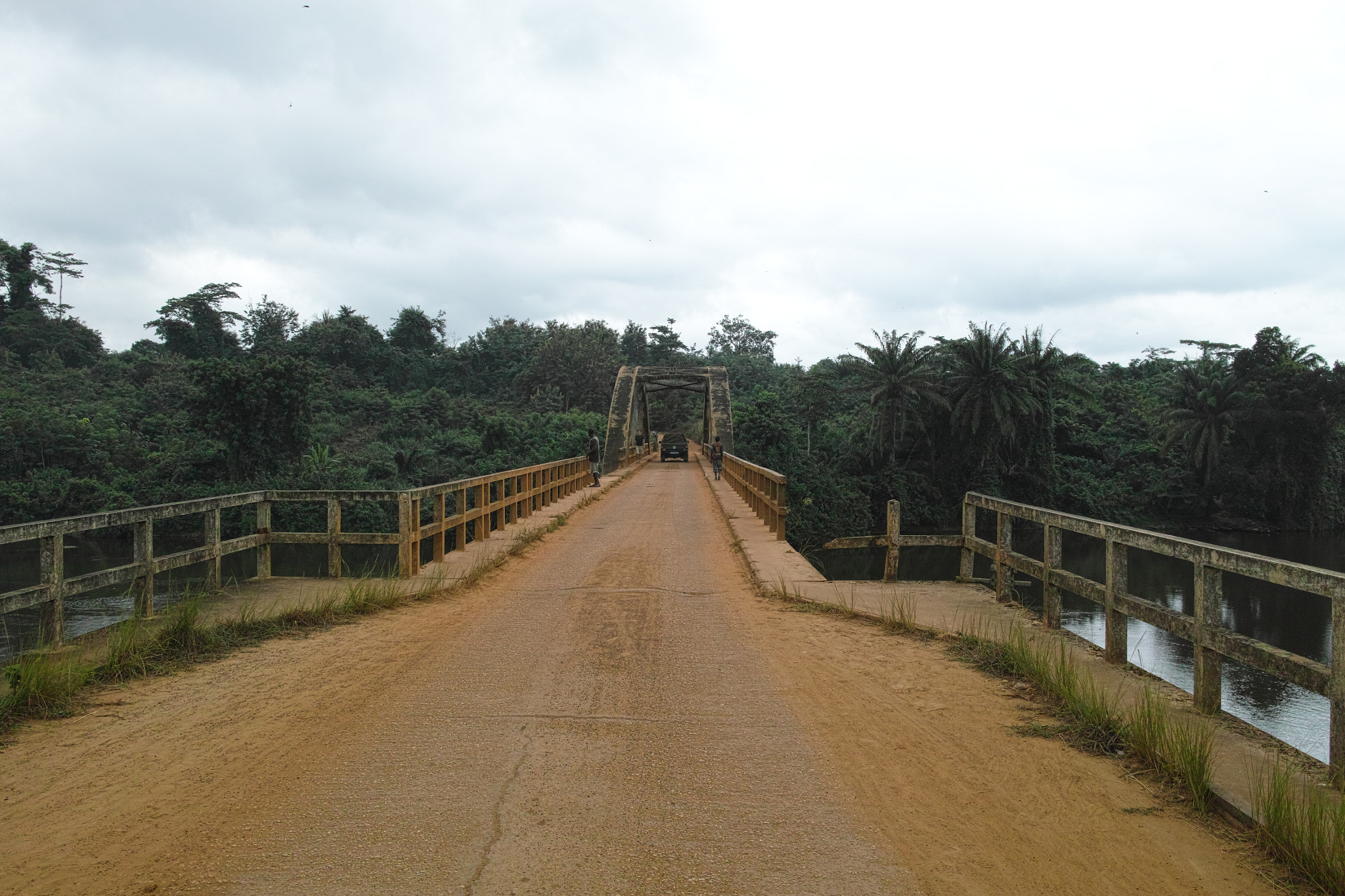
Selva tropical y puente acceso sobre el río Sassandra

Las comunidades bakwe siguen el linaje patrilineal y patrilocal. Carecen de un poder político centralizado más allá del clan. En el pasado, las aldeas (generalmente un clan) estaban gobernadas por los ancianos y un jefe que era la autoridad máxima en los asuntos de la aldea. El concepto o idea de jefe fue introducida por las fuerzas coloniales francesas.
En lengua bakwe el patrilineaje se llama "glügbö" y es la unidad cohesiva más fuerte, compuesta por todos los descendientes de un ancestro común. Dentro del "glügbö" está el "gbö", que es el hogar familiar. Un "glügbö" se compone de muchos "gbü" (pl). Tradicionalmente las aldeas las formaba un "glügbö" y un jefe que gobernaba este patrilineaje, quien solía ser el miembro más antiguo del patrilinaje. A lo largo del siglo XX hubo reagrupación de aldeas bakwe por parte del gobierno de Costa de Marfil que hizo que a menudo se encuentran varios "glügbü" (pl) en la misma aldea. En el pasado cuando había necesidad de unirse para acciones de defensa se convocaba el “gbado”, una federación o alianza de varios "glügbü".
El jefe del "glügbö" solía ser alguien de buena posición social, generalmente un hombre polígamo con muchas esposas y abundante prole, símbolos de riqueza y prosperidad. Solía poseer además varias granjas y una gran fuerza de trabajo. La tradición bakwe le exigía ser un  hombre generoso, un modelo para el resto de la sociedad.

### Roles por sexo y edad

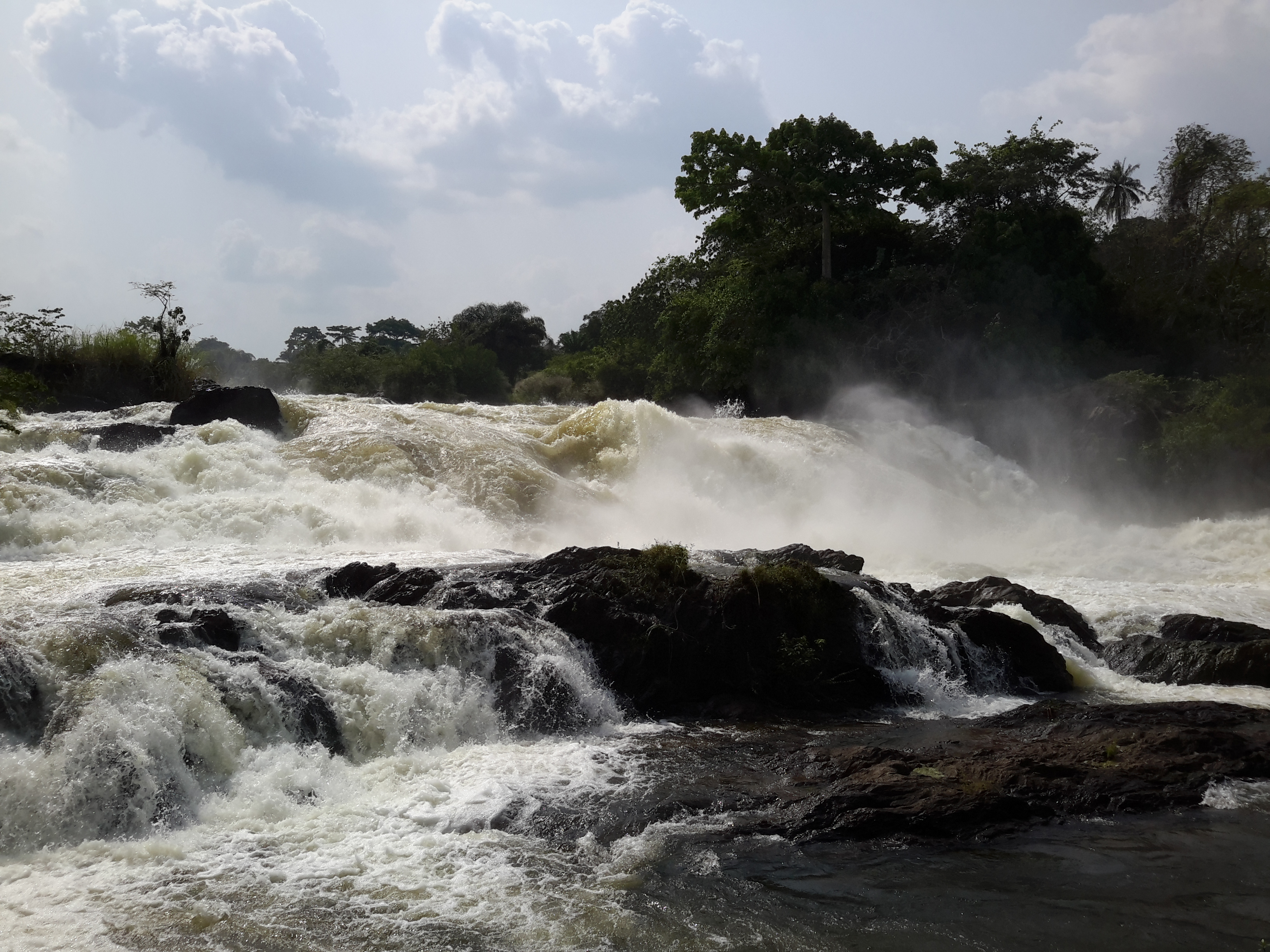
Caídas de agua de la Nawa, cerca de Soubré

#### Varones
Según una investigación de Schwartz (1989) unos ancianos bakwe que entrevistó, señalaron que en el pasado no pasaban mucho más de 15 días al año trabajando en la agricultura. El resto del tiempo se dedicaban a la caza y la recolección. Las actividades agrícolas consisten esencialmente en la limpieza y quema de tierras para la producción anual de arroz. Salen al campo al amanecer y regresan alrededor de las tres de la tarde. Pueden participar en la cosecha, pero generalmente se considera un trabajo para las mujeres. Con la llegada del cacao el resto del año lo  pasan trabajando en sus plantaciones. Es tarea de los hombres construir las casas y las cocinas. También dedican tiempo a elaborar vino de palma para su consumo personal.

#### Mujeres
Las mujeres bakwé plantan, desyerban y cosechan las granjas de arroz, a la vez que ejercen los trabajos domésticos (cocinar, lavar y el cuidado de niños). También cultivan otros productos mandioca y diversas verduras y frutas para salsas.

#### Niños
Los bebés se mantienen constantemente con la madre desde el nacimiento hasta aproximadamente los tres años, cuando pueden caminar y son destetados. Suele ser trabajo de los niños ahuyentar los pájaros de las plantaciones. También participan en la cosecha y ayudan en las tareas domésticas. Sobre los 16 años suelen construir sus propios dormitorios, generalmente una casa de barro y palos de dos metros y medio por tres metros cerca de la casa familiar y la cocina.

### Matrimonio
Antiguamente se realizaba una ceremonia dónde el pretendiente a través de sus padres pedía la mano a la familia de la novia. Se simbolizaba con un brazalete. En caso de que la chica tuviera varios pretendientes (brazaletes), no lo rechazaba, y en su momento elegía cual prefería. Sus padres lo comunicaban a la familia del novio y se preparaba la dote, generalmente a cargo de un tío del novio. El nuevo esposo pasaba dos años a prueba con la familia de la novia donde debía realizar trabajos en beneficio de sus suegros. Actualmente está en desuso esta tradición.

### Funerales
Las ceremonias fúnebres además de muestra de respeto a los difuntos son un evento público que refuerza valores y tradiciones bakwe, además de generar lazos sociales entre familias y vecinos. El funeral suele encargarse a una o dos personas que oficiarán los protocolos del duelo. Entre otros, la de recibir presentes para la familia del fallecido. Los mismos se anuncian en voz alta frente a la casa de los lamentos. Los presentes o aportaciones generosas le son agradecidos personalmente al donante por todos los asistentes.

## Economía
Tradicionalmente fueron cazadores-recolectores que complementaban su economía con una agricultura itinerante. Dada su baja densidad de población y la inmensidad de la región forestal del suroeste marfileño, sus actividades tuvieron un bajo impacto medioambiental. Desde el siglo XX centran su economía en la actividad pesquera sobre el río Sassandra, y  en plantaciones de cacao, aceite de palma y café. La globalización y la occidentalización del modelo económico en la que viven, provocó un aumento en la emigración juvenil del pueblo bakwe. Cursar estudios secundarios obliga a las familias a enviar a sus hijos a las ciudades. Tras egresar o conseguir trabajo pocos vuelven a las aldeas. Muchos bakwe se han dedicado al pequeño comercio para obtener recursos. También la prostitución ha sido un recurso explotado. En este caso no sin graves consecuencias en el aumento en la población de enfermedades venéreas y SIDA.

## Religión
Cuenta con una mayoría cristiana próxima al 55% de la población. Un 30% está islamizada y un 15% mantiene la religión étnica. Dentro de las corrientes cristianas, un 70% son católicos y un 30% pertenece a iglesias evangélicas independientes.